# اریستا رکوردز

لوگو شرکت

اریستا رکوردز (انگلیسی: Arista Records) یک ناشر موسیقی متعلق به شرکت سونی میوزیک در آمریکا بوده‌است.
این شرکت در نوامبر ۱۹۷۴ تأسیس شده و در ۷ اکتبر ۲۰۱۱ منحل شده‌است. خواننده بزرگی همچون ویتنی هیوستون، آوریل لوین، پینک، کایلی مینوگ، سارا مک‌لاکلن، الیشیا کیز و ایگی پاپ با اریستا رکوردز همکاری داشته‌اند.